# はなっこりー
はなっこりーはアブラナ科の食用植物。山口県農業試験場（現・山口県農業技術総合センター）で中国野菜のサイシン（早生系サイシン）のめしべ、西洋由来のブロッコリー（女王）のおしべを交配して作られた。

## 概要
はなっこりーは中国野菜のサイシンと、ブロッコリーから作られた山口県の新種の野菜。
- 花も花茎も食べられ、柔らかく甘みがあり、歯切れがよい野菜で、栄養面ではホウレンソウ並のビタミンCを含み、食物繊維も多い[1]などの特徴がある。

- 収穫期は9月～5月[1]

## 名前の由来
- 花と花茎を食べるサイシンのような野菜を総称して「花菜」という。「はなな」と「ブロッコリー」の一部をとって「はなっこりー」と命名された[1]。

## はなっこりーの歌
津山奈緒子作詞、白木浩司作曲のはなっこりーのテーマソング。山口県のスーパーなどで聞くことができる。
イメージキャラクターとして、はなっこりーの形を象った「はなっこりん」がいる。
はなっこりー生産組合という架空のHIP-HOPユニットがはなっこリーの歌にインスパイアされた、「BUCHI-UMAI」という曲をリリースしている。